# Liste der Monuments historiques in La Flamengrie (Aisne)
Die Liste der Monuments historiques in La Flamengrie (Aisne) führt die Monuments historiques in der französischen Gemeinde La Flamengrie auf.

## Liste der Bauwerke
| Bezeichnung                     | Beschreibung | Standort | Kennzeichnung | Schutzstatus | Datum | Bild           |
| ------------------------------- | ------------ | -------- | ------------- | ------------ | ----- | -------------- |
| Monument de la Pierre d’Haudroy |              | (Lage)   | PA00108561    | Classé       | 1986  | weitere Bilder |